# Armando Creziato
Armando Creziato (Pescara, 7 agosto 1913 – ...) è stato un calciatore e allenatore di calcio italiano, di ruolo attaccante.

## Carriera

### Giocatore
Nella stagione 1930-1931 segna un gol in 6 partite con il Teramo, nel campionato di Prima Divisione. In seguito milita per tre stagioni nel Pescara, sempre in Prima Divisione, tra il 1932 e il 1935.
Nella stagione 1936-1937, nella stagione 1937-1938 e nella stagione 1938-1939 gioca in Serie C con la maglia del Foggia. Nel 1939 torna al Teramo, di nuovo in Serie C, e poi, dopo un biennio, si trasferisce ancora al Pescara neopromosso in Serie B.
Nella stagione 1941-1942 debutta nel campionato cadetto con gli abruzzesi, che, da neopromossi, arrivano terzi in classifica sfiorando la promozione in Serie A: Creziato in questa stagione gioca 23 partite, mentre nella stagione 1942-1943, conclusa con un piazzamento a metà classifica, disputa 25 delle 32 partite di campionato. Anche durante l'interruzione per motivi bellici dei campionati rimane tesserato dal Pescara, con cui vince anche il Torneo misto abruzzese 1944-1945.
Al termine della guerra viene tesserato dal Cosenza, con cui gioca la Serie C 1945-1946, conquistando la promozione in Serie B; dopo una sola stagione viene ceduto all'Acireale, con cui nella stagione 1946-1947 realizza 4 reti nel campionato di Serie C e viene riconfermato anche per il campionato successivo, oltre che per la prima parte della stagione 1948-1949, nella quale ricopre il doppio ruolo di giocatore (5 presenze ed una rete in campionato) ed allenatore, fino al suo esonero.

### Allenatore
Nel biennio ad Acireale ricopre anche il ruolo di allenatore: nella stagione 1947-1948 conquista un quarto posto in classifica nel girone T del campionato di Serie C, guadagnandosi la riconferma in panchina anche per la stagione 1948-1949, nella quale a campionato in corso (il 12 dicembre 1948) viene esonerato e sostituito da Federico Munerati.
Nella stagione 1950-1951 vince il campionato abruzzese di Prima Divisione con il Giulianova.
Il 25 maggio 1951 viene richiamato dall'Acireale, sulla cui panchina rimane per le ultime partite della stagione, non riuscendo ad impedire la retrocessione in Promozione. Allena nuovamente la formazione granata nella stagione 1952-1953, nella quale conclude il campionato di IV Serie con una retrocessione in Promozione.

## Palmarès

### Giocatore

#### Competizioni regionali
- Torneo misto abruzzese: 1

Pescara: 1944-1945

### Allenatore

#### Competizioni regionali
- Prima Divisione: 1

Giulianova: 1950-1951